# Pierre Latour (artiste)
Pour les articles homonymes, voir Pierre Latour et Latour.
Pierre Latour est un acteur et écrivain français, né le 28 mai 1907 à Agen (Lot-et-Garonne), mort le 9 mars 1976 à Toulon (Var). Il est notamment connu pour avoir créé sur scène, en 1953, le personnage d'Estragon dans En attendant Godot de Samuel Beckett.

## Biographie
Pierre Latour a été marié avec la chanteuse Colette Chevrot, puis avec l'organisatrice théâtrale Geneviève Latour.

## Théâtre

### Comédien
- 1941, La Tempête de William Shakespeare, Théâtre de l'Œuvre
- 1942, La Ville morte de Gabriele D'Annunzio, Théâtre de l'Œuvre
- 1942, L'Annonce faite à Marie de Paul Claudel, Théâtre de l'Œuvre
- 1945, À destination de Cardiff d'après Eugène O'Neill, mise en scène Georges Douking
- 1950, Les Gueux au paradis de Gaston-Marie Martens (nl), mise en scène de Maurice Jacquemont, Théâtre de la Porte-Saint-Martin
- 1953, En attendant Godot de Samuel Beckett, mise en scène Roger Blin, Théâtre de Babylone
- 1954, Amédée ou Comment s'en débarrasser d'Eugène Ionesco, mise en scène Jean-Marie Serreau
- 1955, À son image de Pierre Lescure, mise en scène Jean-Claude Dumoutier
- 1956, Marée basse de Jean Duvignaud, mise en scène Roger Blin
- 1957, La Mouche bleue de Marcel Aymé, mise en scène de Claude Sainval, Comédie des Champs-Élysées

### Auteur
- 1944, Cœurs en détresse pièce écrite avec Jean-Pierre Grenier
- 1945, L'Enlèvement au bercail pièce écrite avec Jean-Pierre Grenier

## Filmographie
- 1943 : Adieu Léonard de Pierre Prévert
- 1945 : Sérénade aux nuages d'André Cayatte
- 1946 : La Bataille du rail de René Clément : Un cheminot
- 1946 : Le Bateau à soupe de Maurice Gleize
- 1948 : Le Point du jour de Louis Daquin : Noël[2]
- 1949 : Le Parfum de la dame en noir de Louis Daquin : Le brigadier
- 1950 : Dieu a besoin des hommes de Jean Delannoy
- 1951 : Terreur en Oklahoma (court métrage) de Paul Paviot
- 1951 : Maître après Dieu de Louis Daquin : Ritter
- 1952 : Les Sept Péchés capitaux
- 1956 : Si tous les gars du monde de Christian-Jaque

## Publications

### Romans
- Le Dingue, Série noire no 610, 1960, sous le pseudonyme d'Arthur Minville
- Accidenti, Série noire no 670, 1961

et  dans la collection Spécial police
- Silence, on tue, no 616, 1967
- Glissez mortels, no 664, 1968
- Ballade pour un tordu, no 694, 1968
- Chienne de vie, no 724, 1969
- Le Chiqueur, no 742, 1969
- Travail soigné, no 762, 1969
- Le Bal des voyous, no 784, 1970
- Pigall's Party, no 803, 1970
- Appelez-moi maître !, no 825, 1970
- Taiaut ! Taiaut !, no 854, 1971
- Les Trois Mèches, no 875, 1971
- Salade niçoise, no 905, 1971
- Coups fourrés, no 925, 1972
- La Nuit sauvage, no 947, 1972
- L'Écorché vif, no 976, 1972
- Le Flic, la Fille et le Tueur, no 1004, 1973
- Le Repos du truand, no 1021, 1973
- La Brute et l'Enfant, no 1037, 1973
- Même si j'en crève !, no 1060, 1973
- Corrida marseillaise, no 1088, 1974
- Planquez-vous !, no 1095, 1974
- L'Affaire Liberman, no 1114, 1974
- Le Blondinet, no 1140, 1974
- Paris by night, no 1159, 1975
- Le Jour du saigneur, no 1166, 1975
- Je reviendrai..., no 1194, 1975
- Le Midi bouge, no 1214, 1975
- Tête à claques, no 1231, 1976
- Chicago-en-Essonne, no 1245, 1976
- Blague à part, no 1261, 1976
- Cours toujours !, no 1286, 1976